# 托马斯·吉尔曼
托马斯·帕特里克·吉尔曼（英語：Thomas Patrick Gilman，1994年5月28日—），美国男子摔跤运动员。他曾代表美国参加2020年夏季奥林匹克运动会摔跤比赛，获得男子自由式57公斤级铜牌。